# José Luis Claro y Cruz
José Luis Claro y Cruz (Santiago, 1826-21 de junio de 1901) fue un bombero chileno, impulsor y uno de los fundadores del Cuerpo de Bomberos de Santiago.

## Datos biográficos
Fue hijo de Vicente Claro Montenegro y de Carmen de la Cruz Prieto, hermana del general José María de la Cruz, y nieto del general Luis de la Cruz Goyeneche. Participó en la Revolución de 1851, contra el gobierno de Manuel Montt, que al ser sofocada provocó su ida a California. A su regreso a Chile, contrajo matrimonio con la poetisa Amelia Solar Marín, de cuyo matrimonio nacieron el jurista Luis Claro Solar y el diputado Raúl Claro Solar.

## Creación del Cuerpo de Bomberos de Santiago
El 8 de diciembre de 1863 participó en el rescate de las víctimas del incendio de la Iglesia de la Compañía.
Al ver la necesidad de tener un cuerpo de bomberos para combatir los incendios en la capital chilena, el 20 de diciembre de ese mismo año, fundó junto con otros el Cuerpo de Bomberos de Santiago, aceptando el cargo de capitán de la Bomba del Poniente, actualmente Tercera Compañía de Bomberos de Santiago, que lleva su nombre: «Fundador José Luis Claro Cruz».

## Últimos días
Fue amigo y partidario del presidente José Manuel Balmaceda, por lo que al ser derrotado este en la Guerra Civil de 1891, fue detenido e interrogado por las nuevas autoridades, aunque más tarde fue indultado.
Prestó servicios en el cuerpo de bomberos hasta su muerte, ocurrida el 21 de junio de 1901, del que llegó a ser director honorario.

## Homenajes

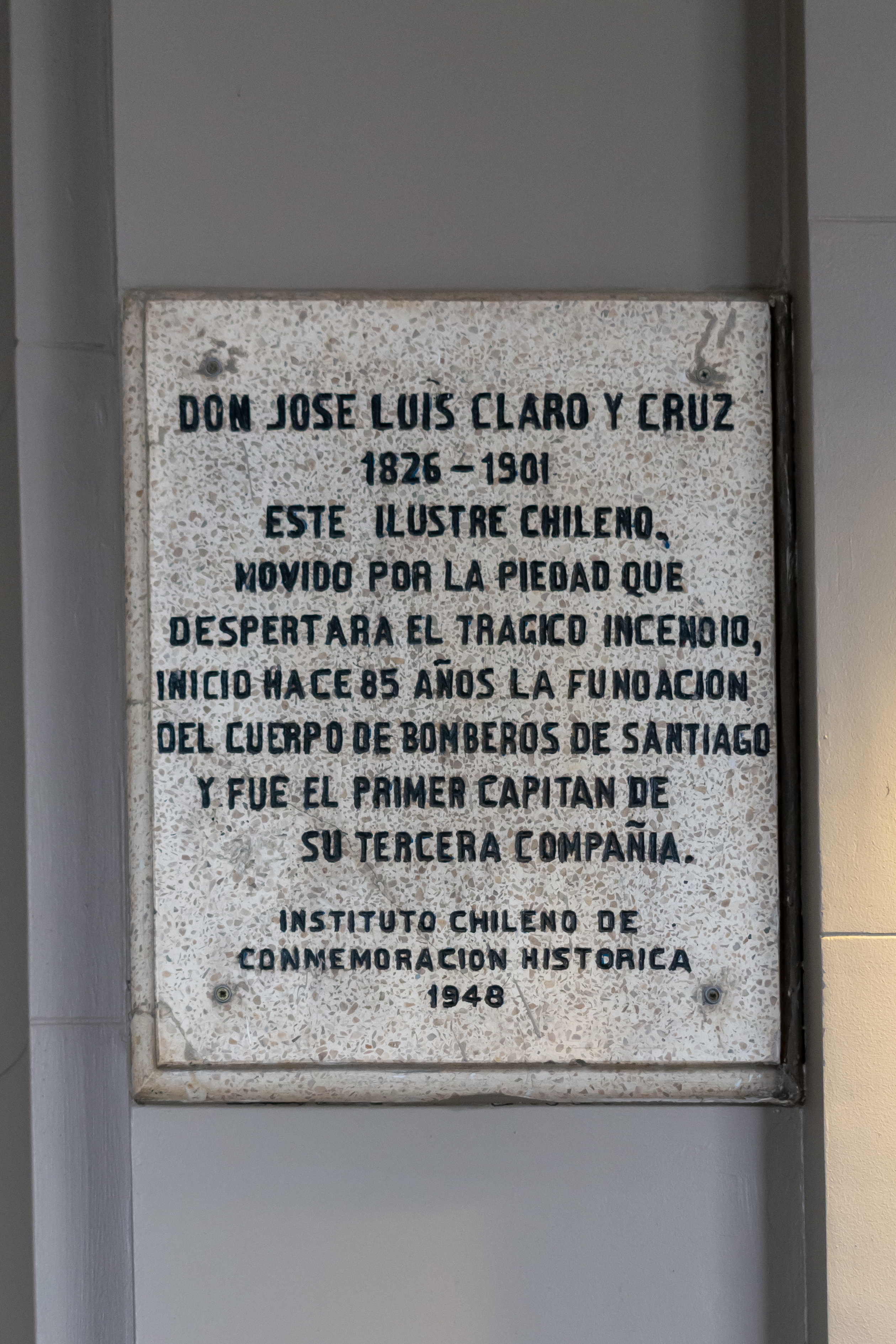
Placa en honor a José Luis Claro en el Portal Fernández Concha, Santiago.

En 1980, se creó un museo de bomberos que lleva su nombre.
Además, la vigésima compañía de bomberos organiza una competencia interna de destreza bomberil, que también lleva su nombre.
El 7 de julio de 2013, en el marco del año de la celebración del sesquicentenario de la fundación del Cuerpo de Bomberos de Santiago, el Cuartel General de la institución, ubicado en calle Santo Domingo 978, de la misma ciudad de Santiago, fue bautizado con el nombre de «José Luis Claro Cruz», en su memoria.